# Szigetköz
Le Szigetköz est une région naturelle de Hongrie faisant partie de la petite plaine de Hongrie (Kisalföld). Délimitée au sud par le Danube de Moson, un bras du Danube, et au nord par le cours principal du Danube, elle forme la plus grande île de Hongrie, d'une superficie de 375 km2. Elle est située dans la continuité du Csallóköz (en hongrois) ou Žitný ostrov (en slovaque), autre région naturelle insulaire plus étendue située en Slovaquie, au nord du cours principal du Danube qui forme la frontière entre la Hongrie et la Slovaquie.

## Formation

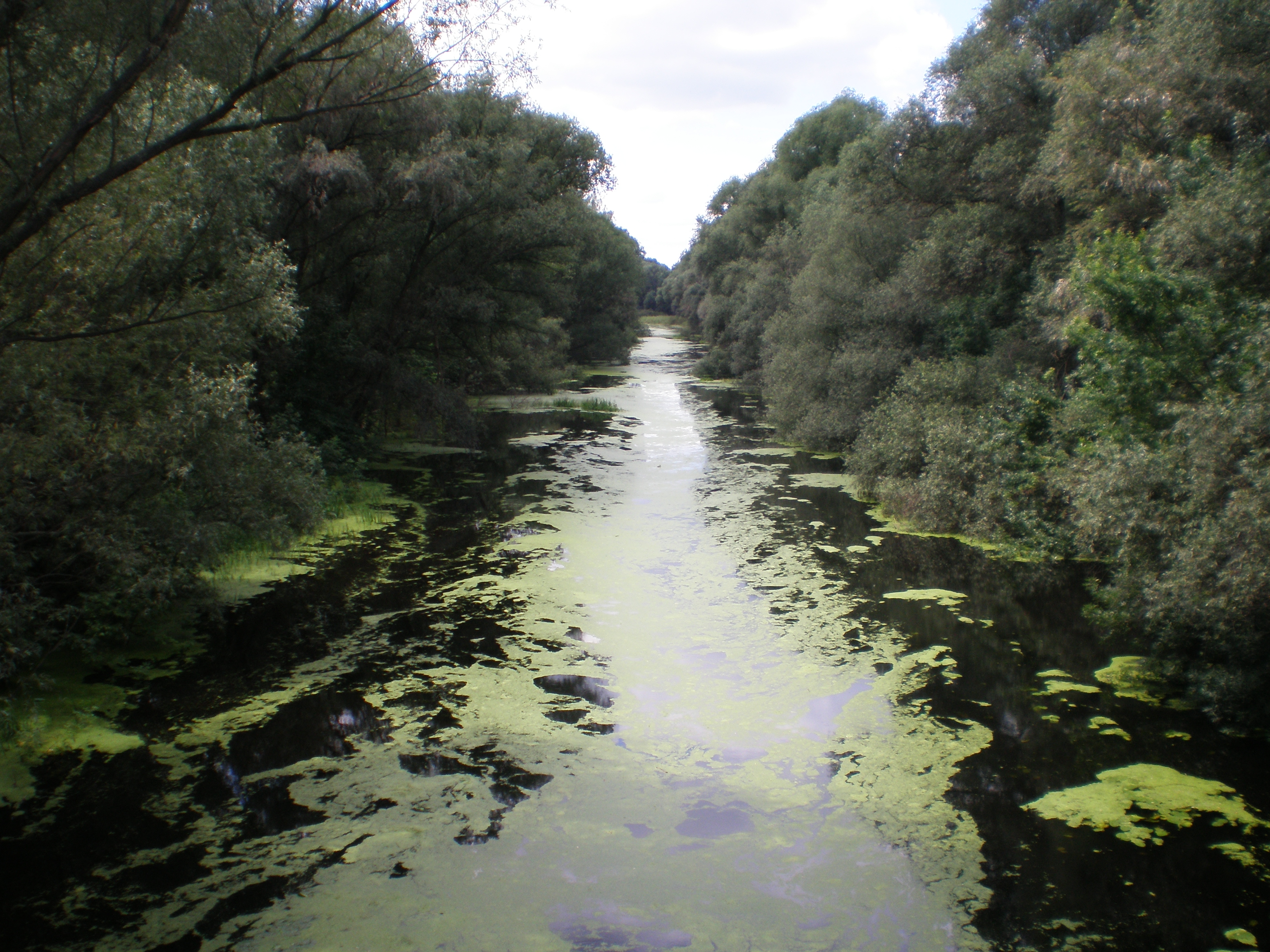
Un bras mort du Danube dans le Szigetköz.

À la fin de l'ère tertiaire, alors que la mer de Pannonie qui recouvrait auparavant le bassin pannonien avait vu son niveau baisser et des rivières venant des Alpes et des Carpates remplir le bassin de leurs alluvions, l'ancêtre du Danube se fraie un chemin à travers les contreforts des Alpes pour atteindre lui aussi ce bassin, d'abord aux environs de l'actuelle Bruck an der Leitha (entre Vienne et la frontière hongroise) en continuant son cours vers le sud, puis à l'ère quaternaire par la Porte de Devín (en) avec son cours actuel vers l'est à travers la petite plaine de Hongrie et la plaine danubienne de Slovaquie (en). Le très important cône de déjection du Danube, atteignant par endroits plusieurs centaines de mètres d'épaisseur de gravier, recouvert de peu d'humus en raison des constantes inondations et modifications du cours des bras du fleuve, constitue la région naturelle actuelle Szigetköz-Csallóköz (Žitný ostrov) caractérisée par ses prairies humides.

## Milieu naturel
Après les grands travaux de régulation du Danube du XIXe siècle, la moindre fréquence des inondations a modifié les équilibres du milieu naturel d'origine, qui subsiste cependant dans certaines zones.
Sur ce territoire qui représente à peine 0,4 % de la Hongrie, on trouve 47 % des espèces végétales et 80 % des espèces de poissons du pays. La faune et la flore comprennent de nombreuses espèces rares qui n'existent pas ailleurs en Hongrie. Cependant, les conditions hydrologiques du Szigetköz ont récemment été profondément modifiées par la mise en service de l'ensemble de barrages et d'écluses de Gabčíkovo-Nagymaros. Depuis 1996, comme la navigation sur le Danube emprunte en territoire slovaque le canal de ces nouvelles installations et que le cours principal du Danube (Öreg-Duna « Vieux Danube ») formant la frontière slovaco-hongroise reçoit beaucoup moins d'eau et est 3 à 5 mètres au-dessous du niveau des eaux de certains endroits du Szigetköz, des digues ferment jusqu'en aval à Ásványráró tous les bras secondaires qui ramenaient vers le Danube l'eau du Szigetköz, alimenté plus en amont à Dunakiliti, afin d'éviter son assèchement.

## Honneur
L'astéroïde (171118) Szigetköz porte son nom.